# Castillo Matsushiro

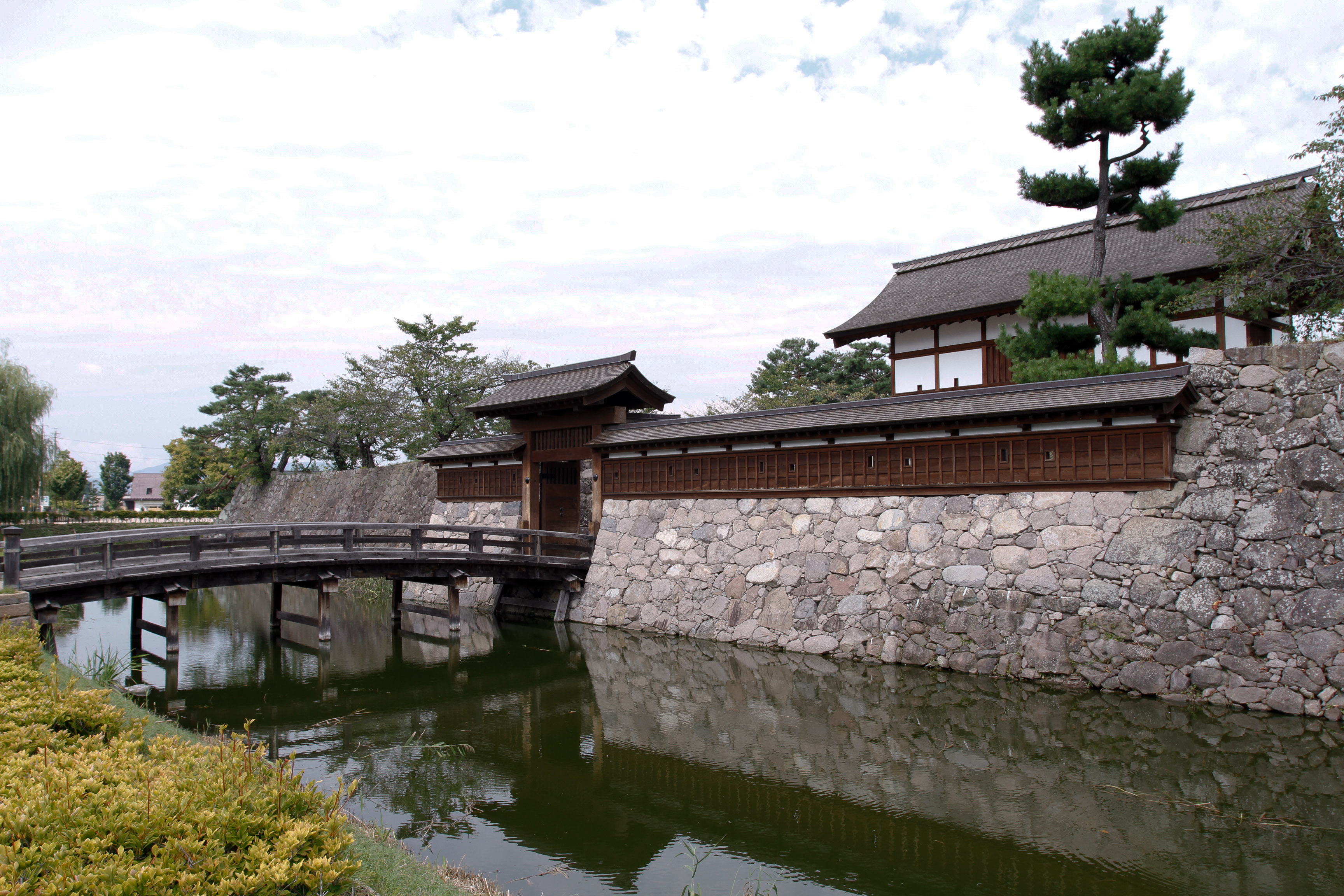
Castillo Matsushiro.

El castillo Matsushiro (松代城 Matsushiro-jō) es un castillo japonés ubicado en la antigua ciudad de Matsushiro, ahora parte de la ciudad de Nagano, al norte de la prefectura japonesa del mismo nombre. Al final del período Edo, el castillo Matsushiro fue la sede del clan Sanada. El lugar es un Sitio Histórico Nacional registrado por el gobierno japonés.

## Descripción

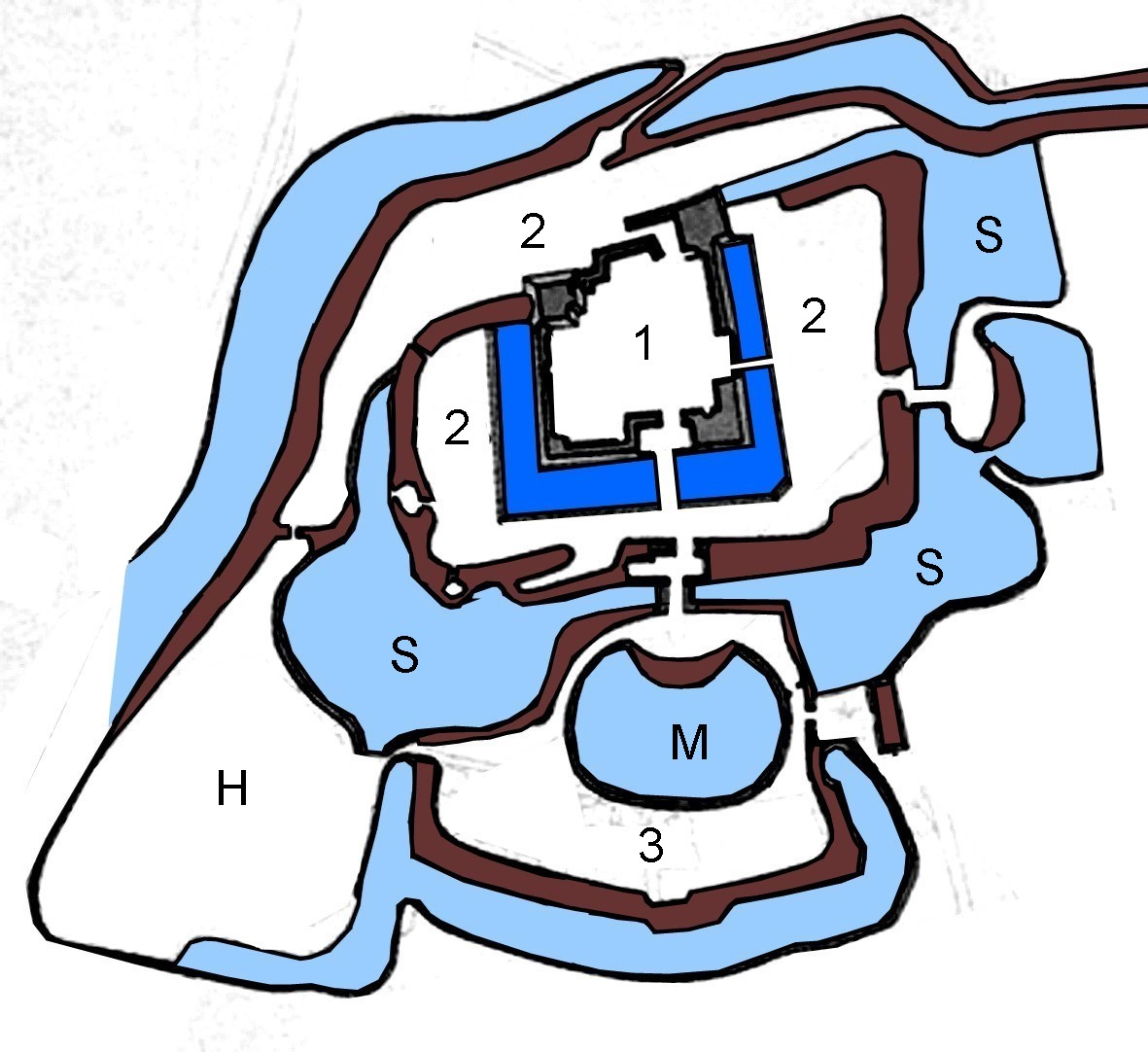
Plan del Castillo Matsushiro

El castillo Matsushiro se encuentra en las llanuras del norte de Nagano, entre la vertiente principal del río Chikuma y un antiguo lecho del río que sirve como un amplio foso exterior en el lado norte de la edificación. Debido a su ubicación, el castillo y la ciudad que lo rodeaba sufrieron inundaciones ocasionales. Su diseño es concéntrico, con el salón central (Hon-Maru) protegido por una muralla. La torre de homenaje o torre principal se encontraba ubicada en su esquina noroeste, y luego fue reemplazado por una yagura. El salón central estaba rodeado por un foso, que a su vez estaba completamente rodeado por el segundo salón (Ni-no-Maru), que tenía murallas de tierra a excepción de las áreas alrededor de sus puertas. El segundo salón tenía un amplio foso seco en el sur y en el este, además del tercer salón (San-no-Maru). Las estructuras del palacio estaban ubicadas junto a las fortificaciones principales en el recinto de Hana-no-Maru.
El primer castillo en este sitio fue construido en 1560 por Yamamoto Kansuke bajo la dirección de Takeda Shingen. La construcción recibió el nombre de vastillo Kaizu (津城 津城 Kaizu-jō). Takeda Shingen utilizó el castillo en el conflicto con Uesugi Kenshin por el control de la parte norte de la provincia de Shinano. Cerca del sitio también se libró la batalla de Kawanakajima, donde las fuerzas de Takeda y Uesugi se enfrentaron repetidamente. Después de la caída del clan Takeda, Oda Nobunaga finalmente tomó el control. Sin embargo, cuando fue asesinado en el incidente de Honnō-ji en 1582, Uesugi Kagekatsu recuperó el norte de Shinano. Bajo el control de Toyotomi Hideyoshi, los Uesugi fueron reubicados en Aizu. El shogunato Tokugawa ordenó a Sanada Nobuyuki que se mudara a la fortificación en 1622 desde sus antiguos dominios en Ueda como el daimyō del dominio Matsushiro.
En 1711, fue rebautizado como Castillo de Matsushiro por Sanada Yukimichi, de la tercera generación del daimyō Sanada. El castillo se incendió en 1717 pero fue restaurado en 1718, en parte a través de la donación de 10.000 ryō para su reconstrucción ofrecida por el shogunato Tokugawa. En 1742 el castillo se vio severamente deteriorado por una inundación, y la reconstrucción se prolongó hasta 1758. Las estructuras del palacio fueron reubicadas en el recinto de Hana-no-Maru en 1770 y fueron reconstruidas en 1804; sin embargo, gran parte del castillo fue destruido en 1847 por un terremoto. El palacio se incendió en 1853 nuevamente, pero pronto fue reconstruido. En 1864, se construyó un palacio secundario fuera del recinto del castillo. Tras el establecimiento del gobierno Meiji y la abolición del sistema han, la mayoría de las estructuras restantes del castillo fueron desmanteladas en 1871, y lo que quedó se quemó en un incendio provocado en 1873, quedando solamente los cimientos de piedra.

## Ubicación actual
En el sitio actual, varias de las puertas fueron reconstruidas en 2003 utilizando métodos de construcción tradicionales, con diseños basados en documentos y fotografías de los originales para tratar de mantener la originalidad de las piezas. Las murallas y los fosos han sido reparados. El castillo es un Sitio Histórico Nacional registrado. Cerca de la edificación se encuentran varias residencias antiguas de samuráis del período Edo, la antigua escuela Han y un museo dedicado al clan Sanada.